# Ocean Rain
Albums de Echo & the Bunnymen
Porcupine
(1983) Echo & the Bunnymen
(1987)
Singles
1. The Killing Moon
Sortie : 20 janvier 1984
2. Silver
Sortie : 13 avril 1984
3. Seven Seas
Sortie : 6 juillet 1984

Ocean Rain est le quatrième album studio du groupe britannique Echo and the Bunnymen, sorti le 4 mai 1984.
L'album est enregistré avec un orchestre philharmonique, une première pour les Bunnymen. Il atteint notamment la 4e place des charts britanniques.
Il fait partie de l'ouvrage de référence de Robert Dimery Les 1001 albums qu'il faut avoir écoutés dans sa vie. 
Trois singles en sont extraits : The Killing Moon, Silver et Seven Seas.

## Liste des titres

### Version originale
Toutes les chansons sont écrites et composées par Will Sergeant, Ian McCulloch, Les Pattinson et Pete de Freitas sauf mention.
| 1. | Silver          | 3:22 |
| 2. | Nocturnal Me    | 4:57 |
| 3. | Crystal Days    | 2:24 |
| 4. | The Yo Yo Man   | 3:10 |
| 5. | Thorn of Crowns | 4:52 |

| 6. | The Killing Moon | 5:50 |
| 7. | Seven Seas       | 3:20 |
| 8. | My Kingdom       | 4:05 |
| 9. | Ocean Rain       | 5:12 |

### Version remastérisée (2003)
L'album est réédité une première fois en 2003 avec 8 titres supplémentaires.
Liste des pistes 1 à 9 identique à l'édition originale.
| 10. | Angels and Devils (Face B du single Silver) |                  | 4:34 |
| 11. | All You Need Is Love (live)                 | Lennon/McCartney | 6:44 |
| 12. | The Killing Moon (live)                     |                  | 3:27 |
| 13. | Stars Are Stars (live)                      |                  | 3:07 |
| 14. | Villiers Terrace (live)                     |                  | 6:00 |
| 15. | Silver (live)                               |                  | 3:22 |
| 16. | My Kingdom (live)                           |                  | 4:01 |
| 17. | Ocean Rain (live)                           |                  | 5:18 |

Note
Les titres 11 à 15 sont enregistrés live à la cathédrale de Liverpool pour le programme télévisé britannique Play at Home - Life at Brian's en juillet 1983.
Les titres 16 et 17 sont enregistrés live au St. George's Hall (Liverpool) pour le programme The Tube de la chaîne de télévision britannique Channel 4 le 12 mai 1984. 

### Réédition de 2008
Une autre réédition en deux CD paraît en 2008 avec 3 titres supplémentaires sur le premier CD et 17 titres enregistrés lors d'un concert au Royal Albert Hall en 1983 sur le second CD.
| 10. | Angels and Devils | 4:34 |
| 11. | Silver (Tidal Wave) (version longue de la chanson apparaissant sur le maxi 45 tours de Silver)                            | 5:11 |
| 12. | The Killing Moon (All Night Version) (version longue de la chanson apparaissant sur le maxi 45 tours de The Killing Moon) | 9:11 |

| 1.  | Going Up               | 5:14 |
| 2.  | Villiers Terrace       | 3:12 |
| 3.  | All That Jazz          | 2:47 |
| 4.  | Heads Will Roll        | 3:57 |
| 5.  | Porcupine              | 4:07 |
| 6.  | All My Colours (Zimbo) | 4:12 |
| 7.  | Silver                 | 3:21 |
| 8.  | Simple Stuff           | 2:38 |
| 9.  | The Cutter             | 3:40 |
| 10. | The Killing Moon       | 3:02 |
| 11. | Rescue                 | 4:06 |
| 12. | Never Stop             | 4:37 |
| 13. | The Back of Love       | 3:14 |
| 14. | No Dark Things         | 3:35 |
| 15. | Heaven Up Here         | 3:54 |
| 16. | Over the Wall          | 6:51 |
| 17. | Crocodiles             | 7:00 |

## Musiciens
- Ian McCulloch : chant, guitare
- Will Sergeant : guitare, clavecin (sur Angels and Devils)sitar (sur les titres 11 à 15 de la réédition de 2003)
- Les Pattinson : basse
- Pete de Freitas : batterie

Musiciens additionnels
- Adam Peters : piano, violoncelle, soliste, arrangements pour orchestre

Sur les titres live (11 à 15) de la réédition de 2003:
- Adam Peters : piano, violoncelle
- Alan Perman : clavecin
- Luvan Kiem : clarinette

Sur les titres live de la réédition de 2008:
- Adam Peters : violoncelle
- Nick Bernard : violon
- Mike Mooney : guitare
- Jake Brockman : claviers
- Tim Whittaker : percussions

## Classements hebdomadaires
| Classement (1984)             | Meilleure place |
| ----------------------------- | --------------- |
| Canada (RPM Top Albums)       | 41              |
| États-Unis (Billboard 200)    | 87              |
| Nouvelle-Zélande (RIANZ)      | 10              |
| Pays-Bas (Mega Album Top 100) | 49              |
| Royaume-Uni (UK Albums Chart) | 4               |
| Suède (Sverigetopplistan)     | 22              |

## Certification
| Pays              | Certification | Unités certifiées |
| ----------------- | ------------- | ----------------- |
| Royaume-Uni (BPI) | Or            | 100 000           |